# Suthida
Vương hậu Suthida (tiếng Thái: สมเด็จพระราชินีสุทิดา; RTGS: Somdet Phra Rachini Suthida; sinh 1978) là đương kim Vương hậu Thái Lan. Bà kết hôn với Quốc vương Maha Vajiralongkorn ngày 1 tháng 5 năm 2019 và được sắc phong danh hiệu Somdej Phra Rajini, một danh hiệu dành cho chánh thất của Quốc vương Thái Lan trước khi ông chính thức đăng cơ. Bà là người phối ngẫu thứ tư, sau các cựu Thái tử phi Soamsawali Kitiyakara (cưới 1977; ly dị 1991), Yuvadhida Polpraserth (cưới 1994; ly dị 1996) và Srirasmi Suwadee (cưới 2001; ly dị 2014); và là Vương hậu đầu tiên của triều đại Rama X.

## Thân thế cuộc đời
Bà có nhũ danh là Suthida Tidjai (tiếng Thái: สุทิดา ติดใจ; RTGS: Suthida Titchai; sinh ngày 3 tháng 6 năm 1978.) Năm 2000, bà ghi danh theo học tại trường Nghệ thuật truyền thông Albert Laurence của Đại học Assumption. Theo các nguồn tin không xác định, bà từng là một tiếp viên hàng không của Thai Airways.
Cũng theo các nguồn tin này, bà được cho là trở thành tình nhân của Thái tử Vajiralongkorn từ trước khi ông ly dị với Thái tử phi Srirasmi Suwadee. Gia nhập quân ngũ năm 2010, bà thăng tiến thần tốc trong hệ thống cấp bậc của Lục quân Thái Lan. Chỉ 4 năm sau, tháng 8 năm 2014, bà được bổ nhiệm làm chỉ huy cận vệ gia đình của Thái tử Vajiralongkorn với cấp bậc Thiếu tướng.
Sau khi Thái tử Maha Vajiralongkorn ly dị người vợ thứ 3 Srirasmi Suwadee tháng 12 năm 2014, nhiều hình ảnh cho thấy bà thường xuyên xuất hiện bên cạnh Thái tử không giống với hình ảnh một cận vệ vương thất. Các nguồn tin không chính thức cho rằng bà đã trở thành tình nhân của Vương thái tử một cách bán chính thức. Vào tháng 10 năm 2016, các báo cáo truyền thông quốc tế gán cho bà như là "người phối ngẫu" của tân vương, mặc dù vương thất Thái Lan chưa bao giờ chính thức tuyên bố mối quan hệ của họ. Mặc dù vậy, danh xưng chính thức của bà trên truyền thông Thái Lan phù hợp với quy ước đặt tên cho vợ của các Vương tử Thái Lan.
Vào ngày 1 tháng 12 năm 2016, bà được bổ nhiệm làm Chỉ huy Bộ phận Đặc nhiệm của Ngự lâm quân và được thăng cấp Đại tướng. Bà đạt được cấp bậc hiện tại chỉ sau 6 năm phục vụ.
Ngày 1 tháng 6 năm 2017, bà được bổ nhiệm làm Quyền Chỉ huy của Cục Tùy viên quân sự Vương thất Thái Lan sau khi tổ chức lại Bộ Tư lệnh An ninh Vương thất.
Ngày 1 tháng 5 năm 2019, Vua Maha Vajiralongkorn tuyên bố kết hôn với Đại tướng Suthida và sắc phong bà làm Vương hậu trước lễ đăng cơ của ông tại Bangkok dự tính vào ngày 4–6 tháng 5 năm 2019. Nghi thức kết hôn được tổ chức tại Cung điện Amphorn Sathan (Bangkok), với sự làm chứng của Công chúa Sirindhorn và Chủ tịch Hội đồng cơ mật Prem Tinsulanonda.

## Lịch sử cấp bậc trong Lục quân Hoàng gia Thái Lan
- 14 tháng 5 năm 2010: Thiếu úy [20]
- 14 tháng 11 năm 2010: Trung úy [21]
- 1 tháng 4 năm 2011: Đại úy [22]
- 1 tháng 10 năm 2011: Thiếu tá [23]
- 1 tháng 4 năm 2012: Trung tá [24]
- 1 tháng 10 năm 2012: Đại tá [25]
- 10 tháng 11 năm 2013: Thiếu tướng [26]
- 26 tháng 8 năm 2016: Trung tướng [27]
- 10 tháng 12 năm 2016: Đại tướng

## Tôn hiệu và huân chương

### Tôn hiệu
- 13 tháng 10, 2017 – 1 tháng 5, 2019: Thanpuying Suthida Vajiralongkorn na Ayudhya (ท่านผู้หญิงสุทิดา วชิราลงกรณ์ ณ อยุธยา)
- 1 tháng 5, 2019 – 4 tháng 5, 2019: Somdet Phra Rajini Suthida (สมเด็จพระราชินี)
- 4 tháng 5, 2019 – nay: Somdet Phra Nang Chao Suthida Phatchara Sutha Phimonlak Phra Boromma Rajini (สมเด็จพระนางเจ้าสุทิดา พัชรสุธาพิมลลักษณ พระบรมราชินี)

### Huân chương
- Dame of The Most Illustrious Order of the Royal House of Chakri[28]
- Dame Grand Cross (First Class) of The Most Illustrious Order of Chula Chom Klao[29]
- Dame Grand Cordon (Special Class) of The Most Exalted Order of the White Elephant[30]
- Dame Grand Cordon (Special Class) of The Most Noble Order of the Crown of Thailand[31]
- Royal Cypher Medal of King Rama IX[32]
- Huy chương kỷ niệm nhân dịp kỷ niệm sinh nhật lần thứ 60 của vương Thái tử HRH Maha Vajiralongkorn